# Фабиан, Бернхард
Бернхард Фабиан (нем. Bernhard Fabian; 29 сентября 1930, Вальденбург, Германия) — немецкий библиотековед, книговед и филолог, доктор филологических наук (1955), профессор английской филологии.

## Биография
Родился 29 сентября 1930 года в Вальденбурге. Высшее образование в области филологии получил в Великобритании, Германии и США. Работал в области изучения проблем библиотечного дела. Принимал участие в работе крупнейших библиотечных конференций и симпозиумов Германии. В 1996 году в РНБ и НБ РАХ по его личной инициативе были проведены два совместных российско-немецких семинара по проблемам исследовательских библиотек. Был частым гостем в РФ и посещал многие библиотеки Москвы и Санкт-Петербурга. Свободно владел двумя языками — немецким и английским, в результате чего мог работать как в англоязычных странах, так и в Германии.

## Научные работы
Основные научные работы посвящены проблемам библиотечного дела. Автор свыше 400 научных работ, написанных как на немецком, так и на английском языках, а также ряда монографий и книг.

## Награды и премии
- 2002: Ehrendoktorwürde der Humboldt-Universität zu Berlin für herausragende buch- und bibliothekswissenschaftliche Leistungen[1]
- 2007: Max-Herrmann-Preis[2]
- 2013: Karl-Preusker-Medaille für «herausragende Verdienste des Anglisten und Buchwissenschaftlers um das Bibliothekswesen»[3]